# 鈴木Ertiga
鈴木Ertiga（日语：スズキ・エルティガ）乃是日本鈴木公司自2012年起於日本研發製造的7人座緊湊型多功能休旅車，另外此款車亦OEM代工換牌成馬自達VX-1、寶騰Ertiga。
車名由來與印尼語相關，「er」是「R」的發音，代表「row（列）」，「tiga」則是阿拉伯數字「3」，故符合其三列座位的本質。

## 歷史及概要

### 第一代（2012年-2018年）
2010年 - 1月5日鈴木公司在印度新德里國際車展發表概念車「Concept R3」，針對家族人數較多、需要三列座位的消費者而設計的緊湊型乘用車。至於正式量產時間，2012年4月12日由馬魯蒂鈴木公司在印度發售，同月22日印尼鈴木汽車亦隨之發表。這款車乃以第三代鈴木Swift的底盤為基礎，將軸距延長310mm而成。動力心臟除了1.4L直列四缸DOHC K14B型引擎之外，也向義大利飛雅特汽車借調1.3L Multijet型柴油引擎，鈴木稱之為D13A型DDiS柴油引擎。
2013年 - 3月19日在泰國上市，由印尼鈴木汽車製造供應。同年5月該工廠也幫馬自達OEM代工，將此款車換牌成馬自達VX-1，專門銷售東南亞市場。
2015年 - 著眼於緬甸改革開放後的快速發展，鈴木於2013年2月在當地成立鈴木緬甸分公司，首先生產的車款為鈴木Carry。2015年7月29日又宣佈繼印度、印尼後，鈴木緬甸分公司亦將Ertiga於現地國產化上市。動力來源採1.4L直列四缸DOHC K14B型引擎，擁有94hp / 6,000rpm的最大馬力、13.2kg·m / 4,000rpm的峰值扭力；7月底在緬甸全國經銷商開始販售。
2016年 - 11月24日馬來西亞寶騰汽車宣佈寶騰Ertiga上市，此車款以CKD全散裝料方式從印尼出口至馬來西亞，除了廠徽銘牌外，其他均與鈴木Ertiga相同。配置1.4L直列四缸DOHC K14B型引擎，搭配五速手排或四速自排變速箱；其他安全配備包括雙前座氣囊、ABS、EBD等。

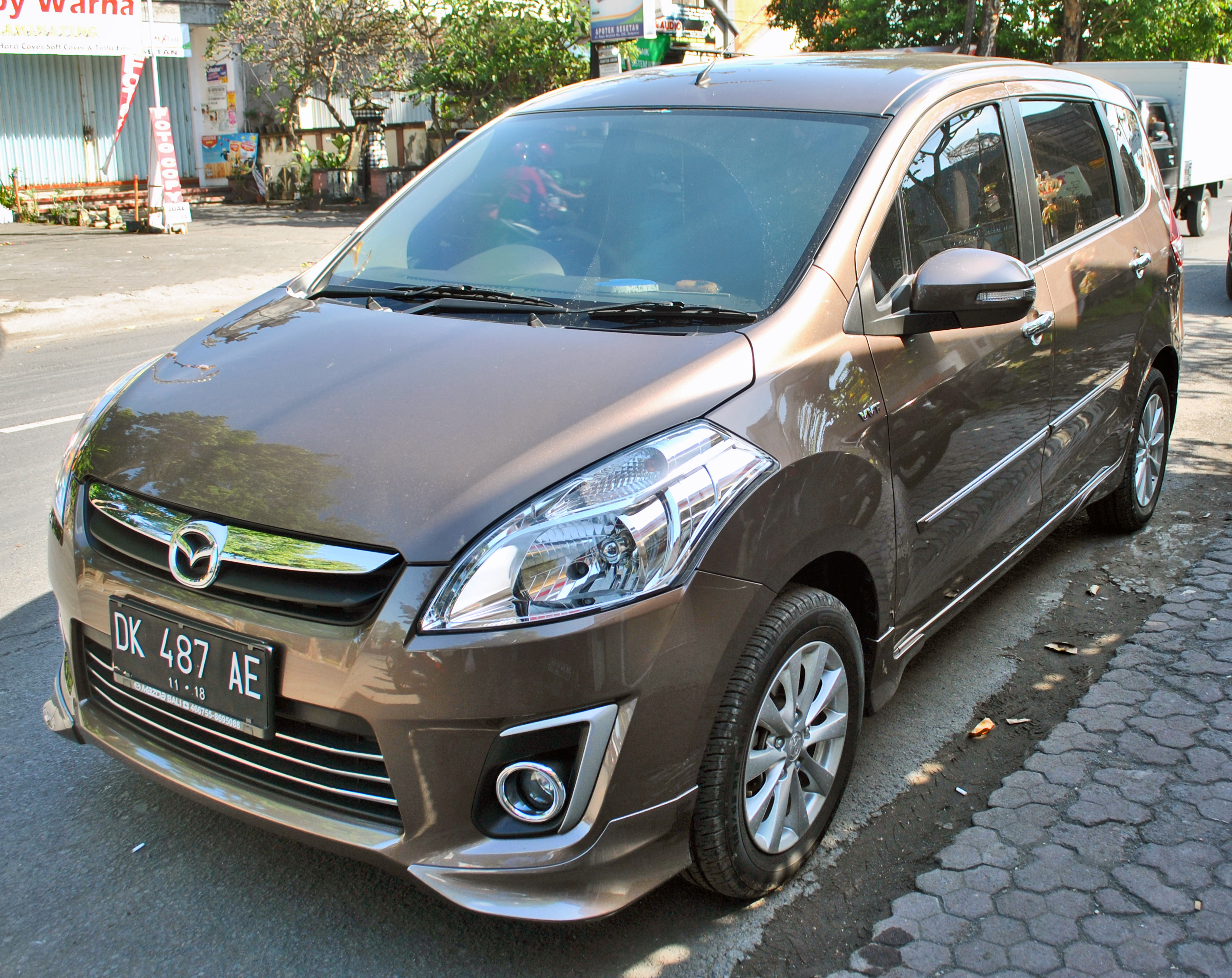
兄弟車馬自達VX-1車頭
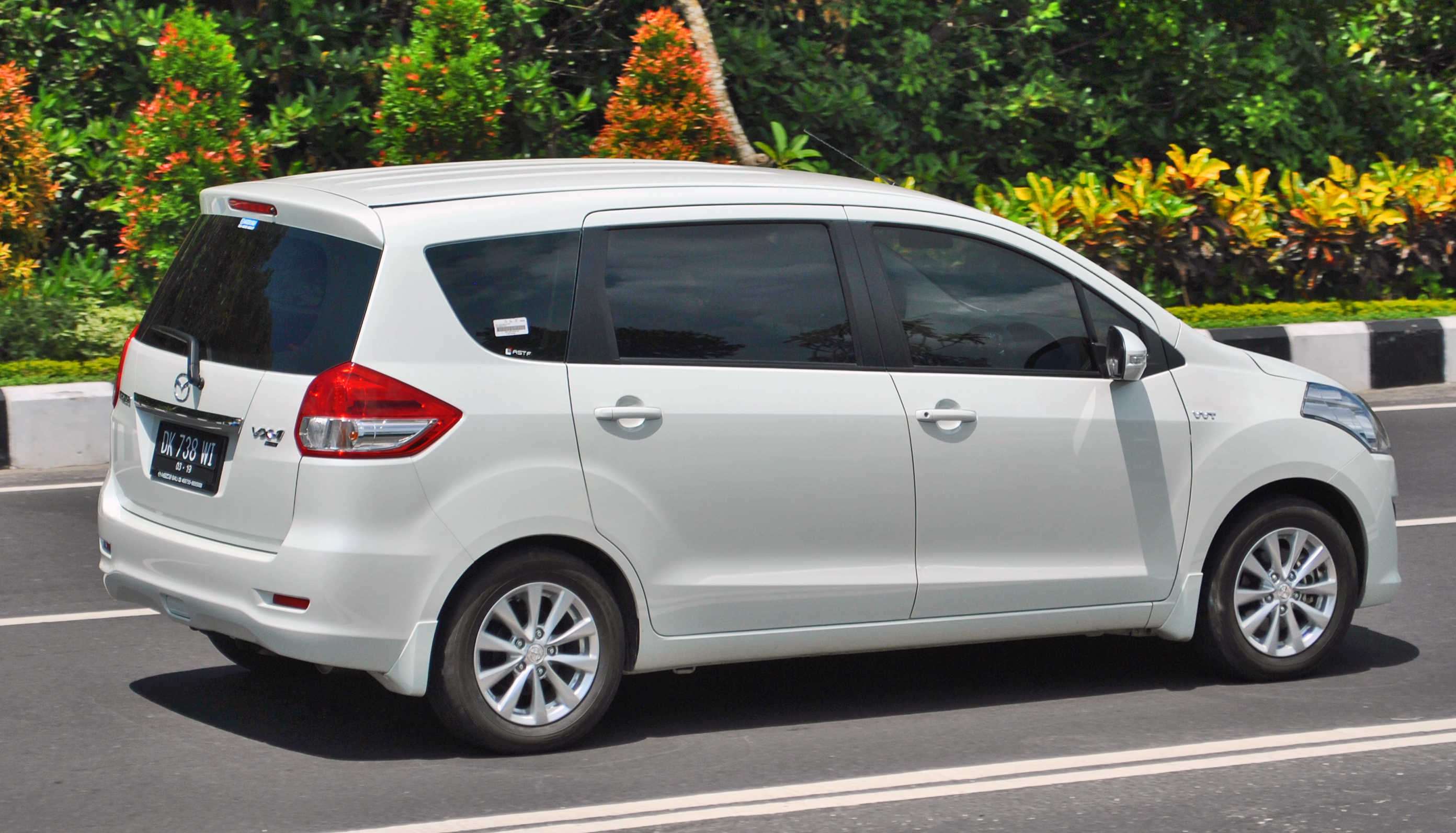
VX-1車側

### 第二代（2018年迄今）
2018年 - 印尼鈴木汽車於4月19日開幕的第26屆印尼國際車展上公開第二代大改款的Ertiga，外觀方面改以三橫柵式水箱罩與投射式頭燈組，搭配與整合霧燈的前保桿。軸距仍維持2,740mm不變，但車長放大至4,395mm，同樣提供七人座座椅，透過摺疊的方式來變化空間。原廠換上一具新開發的1.5L直列四缸DOHC VVTK15B型引擎，可輸出104.7ps / 6,000rpm的最大馬力、138N·m / 4,400rpm的扭力峰值；傳動系統則提供4速自排與5速手排變速箱的選擇。在主被動安全配備上，具備了雙安全輔助氣囊、ESP車身動態穩定系統、ABS防鎖死煞車系統、EBD電子煞車力道分配系統等。

## 內部連結
- 馬自達VX-1

## 外部連結
- （英文）印尼官方網站
- （英文）印度官方網站 （页面存档备份，存于）